# Danh sách nghệ sĩ dream pop
Đây là danh sách những nghệ sĩ dream pop. Danh sách này bao gồm những nghệ sĩ có vị trí quan trọng đối với thể loại nhạc này, hoặc có sự tiếp xúc đáng kể với nó. Danh sách này không bao gồm những ban nhạc địa phương ít tên tuổi. Các ban nhạc được liệt kê theo chữ cái đầu trong tên của nhóm (không bao gồm các chữ "a", "an", "the"), và các cá nhân được liệt kê theo họ.

## A
- A Sunny Day in Glasgow
- Air Formation
- Airiel
- Alcian Blue
- Alison's Halo
- American Analog Set
- Amp
- Amusement Parks on Fire
- Anchor & Braille
- Anders Manga
- The Antlers
- A.R. Kane
- Armor for Sleep
- Richard Ashcroft
- Asobi Seksu
- Aspera
- Astral
- Atlas Sound
- Au Revoir Simone
- Auburn Lull
- Autolux
- Autumn's Grey Solace
- Azure Ray

## B
- Baxter Dury
- Beach Fossils
- Beach House
- Bear in Heaven
- Bel Canto
- Bell Hollow
- Belly
- The Besnard Lakes
- Best Coast
- Bethany Curve
- Blonde Redhead
- Blue Foundation
- Blue States
- The Blue Nile
- Bowery Electric
- Bùi Lan Hương
- Braids
- Broadcast
- Broken Social Scene
- The Brother Kite

## C
- Camera Obscura
- The Cardigans
- Cat Power
- Catherine Wheel
- Cave In
- The Chameleons
- Chapterhouse
- The Church
- Chvrches
- Claire Voyant
- Class Actress
- The Clientele
- Coaltar of the Deepers
- Cocteau Twins
- Codeseven
- Conor Oberst
- The Cranberries
- Cranes
- Crystal Castles (2010–nay)
- Crystal Stilts
- Julee Cruise
- Cults (band)
- The Curtain Society
- Curve
- The Czars

## D
- Dappled Cities
- Darling Violetta
- Damon & Naomi
- The Dandy Warhols
- Daughter
- Deerhunter
- Deep Blue Something
- The Delays
- The Depreciation Guild
- Desire
- Destroyer (band)
- Devics
- DIIV
- Doves
- Dot Allison
- The Dream Academy
- Drugstore
- Ducktails (band)
- Dubstar
- Dum Dum Girls
- Dumbo Gets Mad

## E
- Earlimart
- Echo Orbiter
- Eisley
- Elysian Fields
- Emmy Rossum
- Engineers
- Esben and the Witch
- Eskobar
- Ester Drang

## F
- Faunts
- Film School
- First Aid Kit
- The Flaming Lips
- Fleet Foxes
- Flying Saucer Attack
- Fonda
- For Against
- Fulflej
- Futurecop!

## G
- Galaxie 500
- Geographer
- Lisa Germano
- Goldenboy
- Goldfrapp
- Gorky's Zygotic Mynci
- Grandaddy
- Grimes
- Grizzly Bear
- Gypsy & The Cat

## H
- Halou
- Hammock
- PJ Harvey
- Helen Marnie
- High Places
- Hinterland
- His Name Is Alive
- The Honey Trees
- Hope Sandoval & the Warm Inventions
- The Hope Slide
- Gemma Hayes
- Hum

## I
- Imogen Heap
- Iron & Wine
- Ivy

## J
- Jaws
- Jesu
- The Jezabels
- Jets Overhead
- jj
- Joe 90
- Jónsi & Alex
- The Joy Formidable
- Joy Zipper
- Juan Son

## K
- Katie Kim
- Kaki King
- Kelli Ali
- Kerli
- Kind Of Like Spitting
- Kitchens of Distinction
- Kramies

## L
- Ladyhawke
- Lana Del Rey
- The Layaways
- Lenny Valentino
- Letting Up Despite Great Faults
- Lights
- Lilys
- Lonely Drifter Karen
- Longwave
- Lotus Plaza
- Lovesliescrushing
- Love Spirals Downwards
- Lovespirals
- Low
- Lucybell
- Luna
- Lupine Howl
- Lush
- Lykke Li

## M
- M83
- Made in Japan
- Magic Man
- Manitoba
- MAP
- Maximilian Hecker
- The Mary Onettes
- Mazzy Star
- Mean Red Spiders
- Medicine
- Melody's Echo Chamber
- Memoryhouse
- Memory Tapes
- Mercury Rev
- Metric (band)
- Mew
- Milo Greene
- Mimi Page
- Minipop
- Mira
- Holly Miranda
- Miranda Sex Garden
- Mistle Thrush
- Mojave 3
- Mood Rings
- Moonbabies
- Moose
- MS MR
- My Bloody Valentine
- My Morning Jacket

## N
- Natalie Merchant
- The National
- Neon Hitch
- Neon Indian
- No-Man
- A Northern Chorus
- Northern Picture Library
- Nerdkween

## O
- The Ocean Blue
- Opal
- Orcas
- Owl City
- Observer Drift

## P
- The Pains of Being Pure at Heart
- Palms
- Pale Saints
- Papercuts
- Passion Pit
- The Passions
- Phantogram (band)
- Phildel
- Piano Magic
- Pinback
- Plastic Tree
- Pogo (electronic musician)
- Postiljonen
- The Posies
- Purity Ring

## R
- The Radio Dept.
- Real Estate (band)
- Red Box
- Red House Painters
- Reverie Sound Revue
- Richard in Your Mind
- Ride
- The Rocking Horse Winner (band)
- Rogue Wave (band)
- Rollerskate Skinny
- The Rosemarys

## S
- Saint Etienne
- Saint Motel
- Sad Day For Puppets
- Hope Sandoval
- Savoir Adore
- Say Lou Lou
- School of Seven Bells
- Seabear
- The Shins
- Sigur Rós
- Silversun Pickups
- Sleeping at Last
- Sleep Party People
- Slowdive
- Snakadaktal
- Son, Ambulance
- Songs of Green Pheasant
- Soundpool
- The Sound of Arrows
- The Sour Notes
- Spiritualized
- Spoonfed Hybrid
- St. Vincent
- Starflyer 59
- Stereolab
- Still Corners
- Sucré
- Sugar Plant
- Summer Hymns
- The Sundays
- Sun Kil Moon
- Swallow
- Swirlies

## T
- Tamaryn
- Tame Impala
- Team Sleep
- Tearjerker (band)
- Tears Run Rings
- Televise
- Temples
- Tennis
- The Sound of Arrows
- Thirteen Senses
- This Mortal Coil
- Toro Y Moi
- Emiliana Torrini
- Trespassers William
- Twin Shadow
- Twin Sister
- Tycho

## V
- Vansire
- Velocity Girl
- Velour 100
- Venus Hum
- The Verve
- Vinyl Williams

## W
- Warpaint
- Washed Out
- The Whitest Boy Alive
- Wild Beasts
- Wild Nothing
- Windmill
- Faye Wong
- Work Drugs
- Wye Oak

## X
- The xx

## Y
- Yeasayer
- Yo La Tengo
- Young Galaxy
- Youth Lagoon

## Z
- Zwan